# Alexander Kelly
Alexander Kelly (Édimbourg, 30 juin 1929 – Londres, 23 octobre 1996) est un pianiste, compositeur britannique et ancien chef du département clavier à la Royal Academy of Music.

## Biographie
Kelly étudie le piano avec Harold Craxton (lui-même élève de Tobias Matthay) et la composition avec Lennox Berkeley, grâce à une bourse d'études James Caird à la Royal Academy of Music.
Il donne son premier concert au Royal Festival Hall sous la direction de Thomas Beecham et, en 1957, fait ses débuts au Wigmore Hall par l'interprétation des Variations Diabelli de Beethoven.

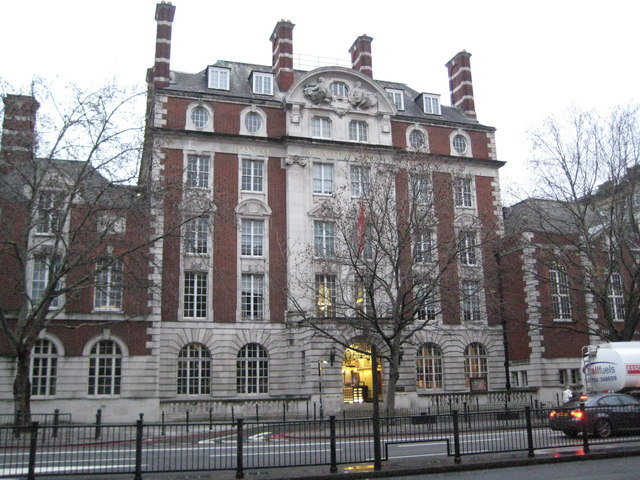
Royal Academy of Music à Londres.

En tant qu'enseignant, Kelly était très recherché. Il commence sa carrière à l'Académie Royale en 1960 et il y a enseigné pendant plus de trente ans, jusqu'à sa retraite en 1992. Il est nommé chef du département clavier en 1984. En plus de son enseignement, il donne également régulièrement des classes de maître dans la plupart des grandes collèges de musique d'Angleterre ; une série de celles-ci ont été diffusées sur la radio britannique indépendante Classic FM. Il a été membre du jury du concours de piano écossais, de la bourse d'études Caird et examinateur pour le conseil d'administration des Royal Schools of Music.
Alexander Kelly est également actif dans le domaine de la musique de chambre, se produisant régulièrement avec, entre autres, le violoniste Jean Harvey, le ténor Duncan Robertson et le flûtiste William Bennett.
En 1957, il épouse la violoncelliste Margaret Moncrieff et ils ont eu deux filles : la violoncelliste Alison Moncrieff Kelly et Catriona Kelly, maintenant professeur de Littérature russe au New College d'Oxford. Il a aussi deux petits-enfants, Camilla Davan-Wetton et Alexander Davan-Wetton. Comme cadeau de mariage pour Alexander Kelly et  Margaret Moncrieff, le compositeur écossais Peter Wishart, a écrit un concerto pour piano que Kelly a créé à Birmingham l'année suivante.
Parmi ses élèves, on trouve notamment Jonathan Plowright.